# Chelner

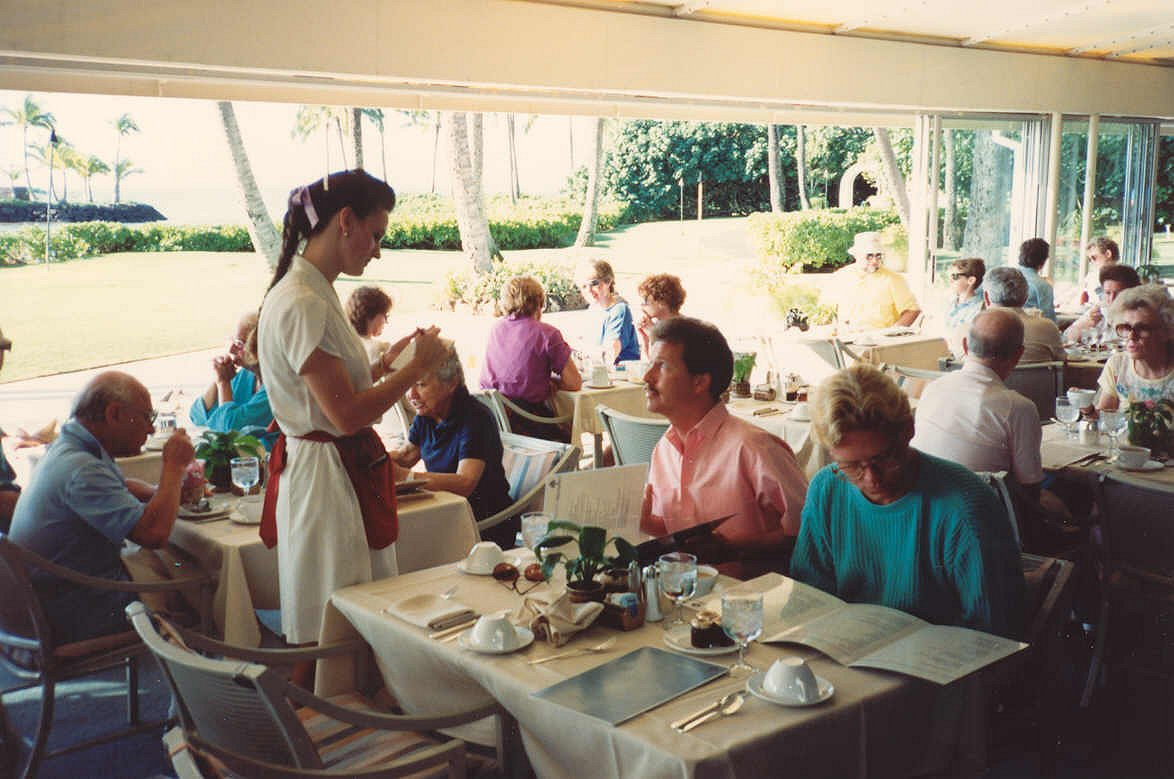
Chelner

Chelnerul sau ospătarul este o persoană, care servește consumatorii într-un local de consum de alimentație publică, care poate fi o cârciumă, cafenea, bar, berărie, grădină de vară sau restaurant.
Obligația principală a chelnerului, este de a servi la masă ceea ce au comandat clienții și în multe localuri tot el face nota de plată. Deoarece profesia de chelner este plătită rău, clienții lasă chelnerului un bacșiș. În unele țări ca Germania, bacșișul trebuie să fie de ca. 10% din costul consumației clientului. Multe restaurante aleg o uniformă specifică pentru personalul de chelneri.

## Obligațiile oficiale ale chelnerului
- Trebuie să fie prietenos și respectuos față de oaspeții instituției;
- Să știe bine meniul și lista de vinuri;
- Să cunoască și să îndeplinească toate regulile de întreținere cu oaspeții;
- Să completeze corect un cont și să calculeze oaspetele (!?);
- Să se supună controlului medical obligatoriu;
- Să cunoască și să respecte regulile de siguranță din instituție.